# Jessica Guo
Jessica Zi Jia Guo (Toronto, 23 de junio de 2005) es una deportista canadiense que compite en esgrima, especialista en la modalidad de florete.
En los Juegos Panamericanos de 2023 obtuvo dos medallas, plata en la prueba por equipos y bronce individual. Participó en los Juegos Olímpicos de Tokio 2020, ocupando el quinto lugar en la prueba por equipos.

## Palmarés internacional
| Juegos Panamericanos | Juegos Panamericanos | Juegos Panamericanos | Juegos Panamericanos |
| Año                  | Lugar                | Medalla              | Prueba               |
| -------------------- | -------------------- | -------------------- | -------------------- |
| 2023                 | Santiago (Chile)     | Medalla de plata     | Florete por equipos  |
| 2023                 | Santiago (Chile)     | Medalla de bronce    | Florete individual   |